# Kidō Butōden G Gundam
Kidō Butōden G Gundam (機動武闘伝Gガンダム, Mobile Fighter G Gundam en anglais) est un jeu vidéo de combat développé et édité par Bandai en 1994 sur Super Nintendo. C'est une adaptation en jeu vidéo de la série basée sur l'anime Mobile Suit Gundam et notamment Mobile Fighter G Gundam. C'est le premier jeu inspiré de la saga à être réalisé sous forme de jeu de combat sur console,.